# リック・ウェイト
リック・ウェイト（Ric Waite, A.S.C.、1933年7月10日 - 2012年2月18日）は、アメリカ合衆国の撮影監督。
ウィスコンシン州シボイガン出身。ニューヨークに出てプロの写真家として雑誌用のファッションや広告の写真撮影を手がけた後、1970年にロサンゼルスに移り、映画・テレビドラマの撮影を担当、1977年、テレビミニシリーズ『キャプテンたちと王様たち』で第29回プライムタイム・エミー賞撮影賞（Outstanding Cinematography in Entertainment Programming for a Series）を受賞した。1984年より全米撮影監督協会(A.S.C.)の会員だった。
2012年2月18日、心臓発作のため死去、78歳。

## 主な作品

### 映画
- 七人の狼・タウンジャック The Day of the Wolves (1971)
- アメージング・ファンタジー Dead of Night (1977) テレビ映画
- パニック・オブ・シンドローム/危機一髪巨大原子炉大爆発! Red Alert (1977) テレビ映画
- のろわれた美人学生寮 The Initiation of Sarah (1978) テレビ映画
- 続・あの空に太陽が The Other Side of the Mountain part 2 (1978)
- ポールとマニー・もうひとつの青春 Leave Yesterday Behind (1978) テレビ映画
- ミセス・ジュリーの不倫な関係 A Guide for the Married Woman (1978) テレビ映画
- チャールストン Charleston (1979) テレビ映画
- 摩天楼ブルース Defiance (1980)
- カムバック・キッド The Comeback Kid (1980) テレビ映画
- ロング・ライダーズ The Long Riders (1980)
- ステップフォード・タウンの謎 Revenge of the Stepford Wives (1980) テレビ映画
- ボーダー The Border (1982)
- テックス Tex (1982)
- 48時間 48 Hrs. (1982)
- 恋のスクランブル Class (1983)
- ダイナマイト・ヒーロー/恐怖の鉄拳 Dempsey (1983) テレビ映画
- フットルース Footloose (1984)
- 若き勇者たち Red Dawn (1984)
- マイナーブラザース 史上最大の賭け Brewster's Millions (1985)
- クレイジー・ファミリー/太陽がめいっぱい Summer Rental (1985)
- ピース・フォース Volunteers (1985)
- コブラ Cobra (1986)
- ベビーシッター・アドベンチャー Adventures in Babysitting (1987)
- 大混乱 The Great Outdoors (1988)
- 死の標的 Marked For Death (1990)
- アウト・フォー・ジャスティス Out for Justice (1991)
- ラピッド・ファイアー Rapid Fire (1992)
- カリブ 愛欲の罠 Scam (1993) テレビ映画
- 要塞監獄/プリズナー107 Last Light (1993) テレビ映画
- 沈黙の要塞 On Deadly Ground (1994)
- 気まぐれな狂気 Truth or Consequences, N.M. (1997)
- HOPE/愛が生まれる町 Hope (1997) テレビ映画
- 美しき家政婦 ウーマン・ウォンテッド Woman Wanted (1999)
- バミューダ 呪われた財宝 The Triangle (2001) テレビ映画

### テレビドラマ
- ポリス・ストーリー Police Story (1973) 2話分
- エマージェンシー! Emergency! (1974-1975) 20話分
- シティ・オブ・エンジェルス City of Angels (1976) 7話分
- キャプテンたちと王様たち Captains and the Kings (1976) ミニシリーズ
- 特捜隊長エバース Most Wanted (1977) 1話分
- ワンダーウーマン Wonder Woman (1977) 2話分
- ディズニーランド Disneyland (1987) 1話分